# 1. Fussballclub Heidenheim 1846 2010-2011
Questa voce raccoglie le informazioni riguardanti il 1. Fussballclub Heidenheim 1846 nelle competizioni ufficiali della stagione 2010-2011.

## Stagione
Nella stagione 2010-2011 l'Heidenheim, allenato da Frank Schmidt, concluse il campionato di 3. Liga al 9º posto.

## Rosa
| N. |                     | Ruolo | Calciatore         |
| -- | ------------------- | ----- | ------------------ |
| 1  | Germania (bandiera) | P     | Erol Sabanov       |
| 2  | Germania (bandiera) | D     | Ingo Feistle       |
| 3  | Germania (bandiera) | D     | Fabian Aupperle    |
| 4  | Germania (bandiera) | D     | Johannes Meier     |
| 6  | Germania (bandiera) | C     | David Schittenhelm |
| 7  | Germania (bandiera) | C     | Marc Schnatterer   |
| 8  | Germania (bandiera) | C     | Faruk Gül          |
| 9  | Germania (bandiera) | C     | Christian Essig    |
| 10 | Germania (bandiera) | A     | Andreas Spann      |
| 11 | Germania (bandiera) | A     | Patrick Mayer      |
| 14 | Germania (bandiera) | A     | Dieter Jarosch     |
| 15 | Germania (bandiera) | D     | Florian Krebs      |
| 16 | Germania (bandiera) | D     | Tim Göhlert        |

| N. |                     | Ruolo | Calciatore           |
| -- | ------------------- | ----- | -------------------- |
| 17 | Germania (bandiera) | C     | Richard Weil         |
| 18 | Germania (bandiera) | A     | Bastian Heidenfelder |
| 19 | Germania (bandiera) | C     | Martin Klarer        |
| 20 | Germania (bandiera) | C     | Alper Bagceci        |
| 21 | Germania (bandiera) | C     | Sandro Sirigu        |
| 23 | Germania (bandiera) | P     | Denis Baum           |
| 24 | Germania (bandiera) | D     | Florian Tausendpfund |
| 25 | Germania (bandiera) | D     | Christian Beisel     |
| 27 | Germania (bandiera) | C     | Christian Sauter     |
| 32 | Germania (bandiera) | C     | Andreas Glockner     |
| 34 | Germania (bandiera) | P     | Frank Lehmann        |
|    | Germania (bandiera) | D     | Benjamin Sturm       |

## Organigramma societario
Area tecnica
- Allenatore: Frank Schmidt
- Allenatore in seconda: Hans-Jörg Honold, Alexander Raaf
- Preparatore dei portieri: Bernd Weng
- Preparatori atletici:

## Calciomercato

### Sessione estiva
| Acquisti | Acquisti         | Acquisti        | Acquisti |
| R.       | Nome             | da              | Modalità |
| -------- | ---------------- | --------------- | -------- |
| C        | Andreas Glockner | Friburgo        |          |
| D        | Fabian Aupperle  | Sonnenhof G.    |          |
| A        | Ahmet Kulabas    | Norimberga II   |          |
| P        | Frank Lehmann    | Energie Cottbus |          |
| C        | Sandro Sirigu    | Friburgo        |          |

| Cessioni | Cessioni          | Cessioni         | Cessioni |
| R.       | Nome              | a                | Modalità |
| -------- | ----------------- | ---------------- | -------- |
| D        | Cassio da Silva   | Normannia Gmünd  |          |
| C        | Ünal Demirkiran   | Heidenheim II    |          |
| C        | Christian Gmünder | Waldhof Mannheim |          |
| D        | Marius Jurczyk    | Sonnenhof G.     |          |
| C        | Ertac Seskir      | Normannia Gmünd  |          |

### Sessione invernale
| Acquisti | Acquisti             | Acquisti   | Acquisti |
| R.       | Nome                 | da         | Modalità |
| -------- | -------------------- | ---------- | -------- |
| D        | Florian Tausendpfund | Sandhausen |          |
| C        | Christian Sauter     | Ulma       |          |

| Cessioni | Cessioni      | Cessioni          | Cessioni |
| R.       | Nome          | a                 | Modalità |
| -------- | ------------- | ----------------- | -------- |
| A        | Ahmet Kulabas | Eintracht Treviri |          |

## Risultati

### 3. Liga

#### Girone di andata
| Arbitro: | Kunzmann |

|                       |           |          |
| Hähnge 6’ Ziegner 74’ | Marcatori | 34’ Weil |

| Heidenheim an der Brenz 31 luglio 2010, ore 14:00 CEST 2ª giornata | Heidenheim | 0 – 0 referto | Stoccarda II | GAGFAH-Arena (6 100 spett.)\| Arbitro: \| Achmüller \| |
| Arbitro:                                                           | Achmüller  |               |              |                                                        |

| Arbitro: | Sönder |

|                               |           |  |
| Schnatterer 7’ Mayer 48’, 84’ | Marcatori |  |

| Arbitro: | Welz |

|                                |           |                                     |
| Zeitz 16’ Forkel 21’ Fuchs 90’ | Marcatori | 12’, 66’, 77’ Mayer 42’ Schnatterer |

| Arbitro: | Beitinger |

|           |           |            |
| Mayer 40’ | Marcatori | 78’ Öztürk |

| Arbitro: | Alt |

|                        |           |                                     |
| Jüllich 77’ Yılmaz 89’ | Marcatori | 35’ Schnatterer 37’ Spann 43’ Mayer |

| Arbitro: | Stark |

|  |           |                        |
|  | Marcatori | 19’ (rig.), 90’ Janjić |

| Arbitro: | Dittrich |

|                                       |           |                 |
| Schweinsteiger 43’ Opoku-Karikari 77’ | Marcatori | 66’ Schnatterer |

| Arbitro: | Cortus |

|                          |           |  |
| Spann 21’, 26’ Mayer 48’ | Marcatori |  |

| Arbitro: | Valentin |

|                 |           |           |
| Dausch 24’, 34’ | Marcatori | 48’ Mayer |

| Arbitro: | Dietz |

|                 |           |               |
| Schnatterer 44’ | Marcatori | 61’ Reichwein |

| Arbitro: | Schößling |

|                     |           |                        |
| Ziegenbein 22’, 23’ | Marcatori | 89’ (rig.) Schnatterer |

| Arbitro: | Kunzmann |

|                                       |           |             |
| Spann 45’ Bagceci 45’ Schnatterer 54’ | Marcatori | 3’ Nottbeck |

| Arbitro: | Beitinger |

|  |           |          |
|  | Marcatori | 11’ Weil |

| Arbitro: | Gorniak |

|                                                           |           |             |
| Spann 2’ Schnatterer 33’ Bagceci 43’ Mayer 68’ Sirigu 90’ | Marcatori | 24’ Zillner |

| Arbitro: | Achmüller |

|                                                 |           |                                      |
| Koçer 43’ Schütz 45’ Oumari 76’ Stroh-Engel 89’ | Marcatori | 5’, 66’ Mayer 71’ (rig.) Schnatterer |

| Arbitro: | Seidel |

|                               |           |              |
| Mayer 11’, 49’, 63’ Spann 69’ | Marcatori | 76’ Eberlein |

| Arbitro: | Rafati |

|           |           |  |
| Costa 44’ | Marcatori |  |

| Arbitro: | Nowak |

|          |           |                                                         |
| Weil 23’ | Marcatori | 34’ Doğan 76’ (rig.) Kruppke 87’ Bellarabi 90’ Pfitzner |

#### Girone di ritorno
| Arbitro: | Valentin |

|                              |           |  |
| Schnatterer 55’ Aupperle 88’ | Marcatori |  |

| Arbitro: | Alt |

|                            |           |           |
| Klarer 8’ (aut.) Rühle 12’ | Marcatori | 17’ Spann |

| Dresda 26 marzo 2011, ore 14:00 CET 22ª giornata | Dinamo Dresda | 0 – 0 referto | Heidenheim | glücksgas stadion (22 455 spett.)\| Arbitro: \| Unger \| |
| Arbitro:                                         | Unger         |               |            |                                                          |

| Arbitro: | Hartmann |

|                    |           |  |
| Weil 44’ Mayer 55’ | Marcatori |  |

| Arbitro: | Rafati |

|               |           |                    |
| Rohracker 16’ | Marcatori | 24’ Mayer 63’ Weil |

| Arbitro: | Thomsen |

|                                      |           |                |
| Mayer 47’ Beisel 77’ Schnatterer 90’ | Marcatori | 90’ Hajdarović |

| Arbitro: | Meyer |

|                                                           |           |                        |
| Sailer 18’, 35’ Ziemer 66’ Brosinski 69’ (rig.) Salem 85’ | Marcatori | 37’ Mayer 45’ Aupperle |

| Arbitro: | Benedum |

|  |           |            |
|  | Marcatori | 15’ Hörnig |

| Arbitro: | Dietz |

|                                         |           |           |
| Taylor 47’ (rig.) Celik 83’ Piossek 86’ | Marcatori | 58’ Spann |

| Heidenheim an der Brenz 19 marzo 2011, ore 14:00 CET 29ª giornata | Heidenheim | 0 – 0 referto | Aalen | Voith-Arena (10 000 spett.)\| Arbitro: \| Beitinger \| |
| Arbitro:                                                          | Beitinger  |               |       |                                                        |

| Erfurt 2 aprile 2011, ore 14:00 CEST 30ª giornata | Rot-Weiß Erfurt | 0 – 0 referto | Heidenheim | Steigerwaldstadion (7 480 spett.)\| Arbitro: \| Dittrich \| |
| Arbitro:                                          | Dittrich        |               |            |                                                             |

| Arbitro: | Kunzmann |

|                  |           |                             |
| Tausendpfund 27’ | Marcatori | 7’ Vujanović 77’ Ziegenbein |

| Arbitro: | Steuer |

|                                                        |           |  |
| Steegmann 32’ (rig.), 76’ Bauer 70’ Göhlert 90’ (aut.) | Marcatori |  |

| Arbitro: | Sönder |

|                                       |           |                       |
| Schnatterer 20’ Heidenfelder 42’, 68’ | Marcatori | 82’ (rig.) Stevanović |

| Arbitro: | Glasmacher |

|              |           |           |
| Kadrijaj 85’ | Marcatori | 32’ Spann |

| Arbitro: | Aarnink |

|           |           |               |
| Spann 43’ | Marcatori | 78’ Makarenko |

| Arbitro: | Metzen |

|                            |           |                       |
| Omodiagbe 54’ Agyemang 88’ | Marcatori | 67’ Spann 75’ Bagceci |

| Arbitro: | Schalk |

|                            |           |            |
| Heidenfelder 53’ Essig 80’ | Marcatori | 72’ Occéan |

| Arbitro: | Dietz |

|                                             |           |  |
| Kumbela 11’ Vrančić 28’ Theuerkauf 44’, 54’ | Marcatori |  |

## Statistiche

### Statistiche di squadra
| Competizione | Punti | In casa | In casa | In casa | In casa | In casa | In casa | In trasferta | In trasferta | In trasferta | In trasferta | In trasferta | In trasferta | Totale | Totale | Totale | Totale | Totale | Totale | DR |
| Competizione | Punti | G       | V       | N       | P       | Gf      | Gs      | G            | V            | N            | P            | Gf           | Gs           | G      | V      | N      | P      | Gf     | Gs     | DR |
| ------------ | ----- | ------- | ------- | ------- | ------- | ------- | ------- | ------------ | ------------ | ------------ | ------------ | ------------ | ------------ | ------ | ------ | ------ | ------ | ------ | ------ | -- |
| 3. Liga      | 51    | 19      | 10      | 5       | 4       | 35      | 18      | 19           | 4            | 4            | 11           | 24           | 40           | 38     | 14     | 9      | 15     | 59     | 58     | +1 |
| Totale       | 51    | 19      | 10      | 5       | 4       | 35      | 18      | 19           | 4            | 4            | 11           | 24           | 40           | 38     | 14     | 9      | 15     | 59     | 58     | +1 |

### Andamento in campionato
| Giornata  | 1  | 2  | 3 | 4 | 5 | 6 | 7 | 8 | 9 | 10 | 11 | 12 | 13 | 14 | 15 | 16 | 17 | 18 | 19 | 20 | 21 | 22 | 23 | 24 | 25 | 26 | 27 | 28 | 29 | 30 | 31 | 32 | 33 | 34 | 35 | 36 | 37 | 38 |
| --------- | -- | -- | - | - | - | - | - | - | - | -- | -- | -- | -- | -- | -- | -- | -- | -- | -- | -- | -- | -- | -- | -- | -- | -- | -- | -- | -- | -- | -- | -- | -- | -- | -- | -- | -- | -- |
| Luogo     | T  | C  | C | T | C | T | C | T | C | T  | C  | T  | C  | T  | C  | T  | C  | T  | C  | C  | T  | T  | C  | T  | C  | T  | C  | T  | C  | T  | C  | T  | C  | T  | C  | T  | C  | T  |
| Risultato | P  | N  | V | V | N | V | P | P | V | P  | N  | P  | V  | V  | V  | P  | V  | P  | P  | V  | P  | N  | V  | V  | V  | P  | P  | P  | N  | N  | P  | P  | V  | N  | N  | N  | V  | P  |
| Posizione | 11 | 12 | 8 | 6 | 8 | 6 | 6 | 7 | 6 | 7  | 8  | 10 | 8  | 8  | 5  | 7  | 5  | 7  | 7  | 8  | 8  | 8  | 6  | 6  | 5  | 6  | 8  | 8  | 8  | 8  | 8  | 9  | 8  | 9  | 9  | 9  | 8  | 9  |

Legenda:

Luogo: C = Casa; T = Trasferta. Risultato: V = Vittoria; N = Pareggio; P = Sconfitta.

### Statistiche dei giocatori
| F. Aupperle     | 30 | 2  | 4 | 0 |
| A. Bagceci      | 32 | 3  | 5 | 0 |
| D. Baum         | 0  | 0  | 0 | 0 |
| C. Beisel       | 21 | 1  | 2 | 1 |
| C. Essig        | 15 | 1  | 1 | 0 |
| I. Feistle      | 35 | 0  | 5 | 0 |
| A. Glockner     | 19 | 0  | 2 | 0 |
| T. Göhlert      | 11 | 0  | 4 | 1 |
| F. Gül          | 8  | 0  | 0 | 0 |
| B. Heidenfelder | 15 | 3  | 0 | 0 |
| D. Jarosch      | 21 | 0  | 2 | 0 |
| M. Klarer       | 26 | 0  | 9 | 0 |
| F. Krebs        | 16 | 0  | 1 | 0 |
| A. Kulabas      | 4  | 0  | 0 | 0 |
| F. Lehmann      | 5  | 0  | 0 | 0 |
| P. Mayer        | 30 | 19 | 2 | 0 |
| J. Meier        | 24 | 0  | 2 | 0 |
| E. Sabanov      | 33 | 0  | 1 | 0 |
| C. Sauter       | 13 | 0  | 2 | 0 |
| D. Schittenhelm | 26 | 0  | 6 | 0 |
| M. Schnatterer  | 38 | 12 | 3 | 0 |
| S. Sirigu       | 32 | 1  | 6 | 0 |
| A. Spann        | 35 | 11 | 8 | 0 |
| B. Sturm        | 0  | 0  | 0 | 0 |
| F. Tausendpfund | 9  | 1  | 1 | 0 |
| R. Weil         | 31 | 5  | 3 | 0 |
| S. Özgür        | 0  | 0  | 0 | 0 |